# کودروایپو
کودروایپو (به ایتالیایی: Codroipo) یک کومونه در ایتالیا است که در استان اودینه واقع شده‌است.

## خصوصیات
کودروایپو ۷۳٫۷ کیلومتر مربع مساحت و ۱۵٬۷۰۲ نفر جمعیت دارد و ۴۳ متر بالاتر از سطح دریا واقع شده‌است.

## شهرهای خواهرخوانده
- ماریا وورث، اتریش
- برن‌لوکمت، بلژیک
- گالیرا، ایتالیا